# George Ramm
George Anthony Ramm (ur. 1 sierpnia 1996) – brytyjski zapaśnik walczący w stylu wolnym. 
Zajął 22. miejsce na mistrzostwach świata w 2021. Czternasty na mistrzostwach Europy w 2020. Brązowy medalista igrzysk wspólnoty narodów w 2022 i piąty w 2018, gdzie reprezentował Anglię.